# 呂恩湖
53°50′4″N 11°56′32″E / 53.83444°N 11.94222°E
呂恩湖（德語：Rühner See），是德國的湖泊，位於該國東北部梅克倫堡-前波美拉尼亞州，由羅斯托克郡負責管轄，長1.6公里、寬0.9公里，面積0.99平方公里，海拔高度3米，平均水深2.2米，最大水深3.6米，湖岸線長度4公里，水體容量218萬立方米。